# Reinhold Liebetanz
Reinhold Liebetanz (* 17. Oktober 1893 in Pleß; † nach 1973) war ein deutscher Verwaltungsbeamter und 1946 kurzfristiger Oberkreisdirektor des Landkreises Wittgenstein.

## Leben und Wirken
Reinhold Adolf Liebetanz wurde am 17. Oktober 1893 in der ehemals oberschlesischen Kreisstadt Pleß geboren. Der gleichnamige, ehemals preußische Landkreis wurde 1922 als Folge des Versailler Vertrags an Polen abgegeben und liegt heute in der polnischen Woiwodschaft Schlesien.
Liebetanz besuchte ein humanistisches Gymnasium bis zur Primareife und begann vom Oktober 1913 bis zum November 1914 eine Verwaltungsausbildung beim Landrat in Pleß. Danach wurde er vom 23. November 1914 bis Februar 1915 in Hildburghausen und Meiningen zur militärischen Ausbildung herangezogen. Vom Februar 1915 bis Kriegsende nahm er am Ersten Weltkrieg teil.
Vom Januar bis Mitte Februar 1919 war er als Verwaltungsanwärter bei der Kreiskasse Pleß tätig. Danach folgte eine bis zum 31. März 1922 andauernde Anstellung als Regierungssupernumerar bei der Regierung in Oppeln. Am 1. April 1922 folgte in Oppeln seine Festanstellung im Range eines Regierungsinspektors bis zum 13. August 1939.
1932 wurde Liebetanz zum ständigen Vertreter des Landrats in Kreuzburg/Oberschlesien ernannt.
Mit Beginn der nationalsozialistischen Machtergreifung geriet Liebetanz in Konflikte mit Vorgesetzten. Er wurde seit 1933 wegen „nazifeindlicher Einstellung“ nicht mehr befördert. Zwei Versuche, ihn aus seinem Amt zu drängen, scheiterten allerdings. Vom 14. August 1939 bis 23. Januar 1940 war Liebetanz Kreisverwaltungsinspektor bei der Heeresstandortverwaltung Oppeln, ab 24. Januar 1940 bis zum 17. Januar 1945 Regierungsinspektor bei der Regierung Oppeln. Danach wurde er bis zum Kriegsende dem örtlichen Volkssturm zugeteilt. Am 10. Mai 1945 geriet er in Kriegsgefangenschaft und wurde in Glatz und Breslau-Hundsfeld inhaftiert, jedoch bereits am 3. September 1945 entlassen.
Liebetanz kam als Flüchtling in den Regierungsbezirk Arnsberg, da dort seine Geschwister wohnhaft waren. Er bemühte sich erneut um eine Anstellung im öffentlichen Dienst und wurde am 12. Februar 1946 von der Bezirksregierung Arnsberg als Regierungsinspektor eingestellt. Bereits am 8. März 1946 wurde er zum Kreis Wittgenstein versetzt, wo er als Regierungsoberinspektor bis zum 31. August 1946 tätig war.
Nach Differenzen des bisherigen Landrates und kurzfristigen Oberkreisdirektors Carl Nacken mit der britischen Militärregierung übernahm Liebetanz vom 5. April 1945 bis 12. Mai 1946 vertretungsweise die Amtsgeschäfte des Wittgensteiner Landrates und wurde vom 5. April 1946 bis zum 30. Juni 1946 als kommissarischer Oberkreisdirektor des Kreises Wittgenstein eingesetzt.
Ab 1. September 1946 wurde Liebetanz zum Kreisfinanzdirektor in Wittgenstein ernannt. Diese Stelle hatte er bis zum April 1947 inne. Danach wurde er als Regierungsoberamtmann zur Bezirksregierung Arnsberg versetzt. Er wurde als Regierungsrat pensioniert und erhielt 1973, damals in Düsseldorf wohnend, die Verdienstmedaille der Bundesrepublik Deutschland.

## Familie
Reinhold Liebetanz war seit 2. Januar 1923 mit Margarete geb. Rotter verheiratet. Aus der Ehe ging 1932 eine Tochter hervor.

## Ehrungen und Auszeichnungen
Verdienstmedaille der Bundesrepublik Deutschland

## Publikation
Das Stiftungswesen nach bürgerlichem und öffentlichem Recht unter Berücksichtigung der Rechtsprechung, Verlag C.A. Weller, Berlin 1931 (115 Seiten).